# Portoni della Bra

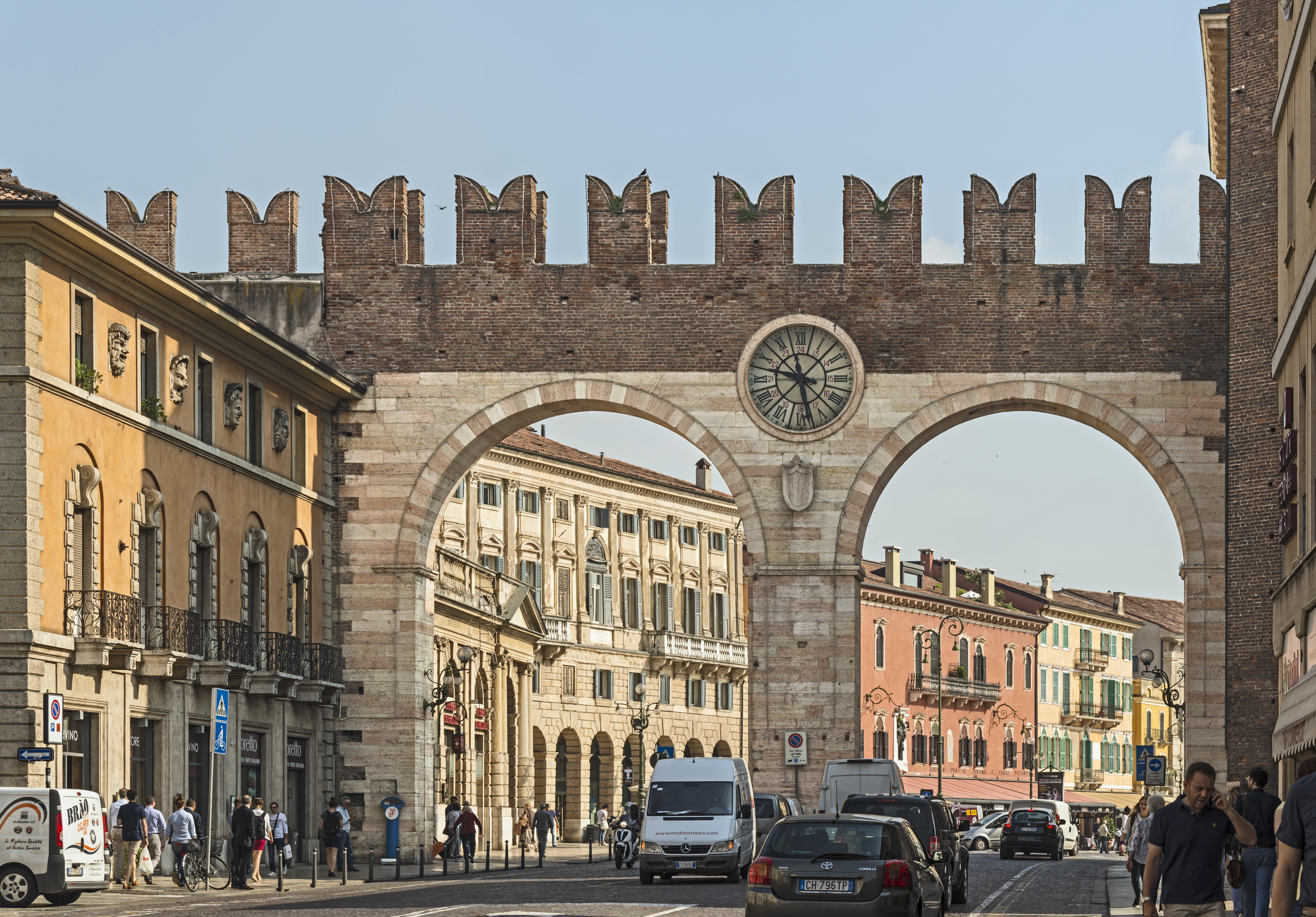
Portoni della Bra in Verona, met zicht richting Piazza Bra

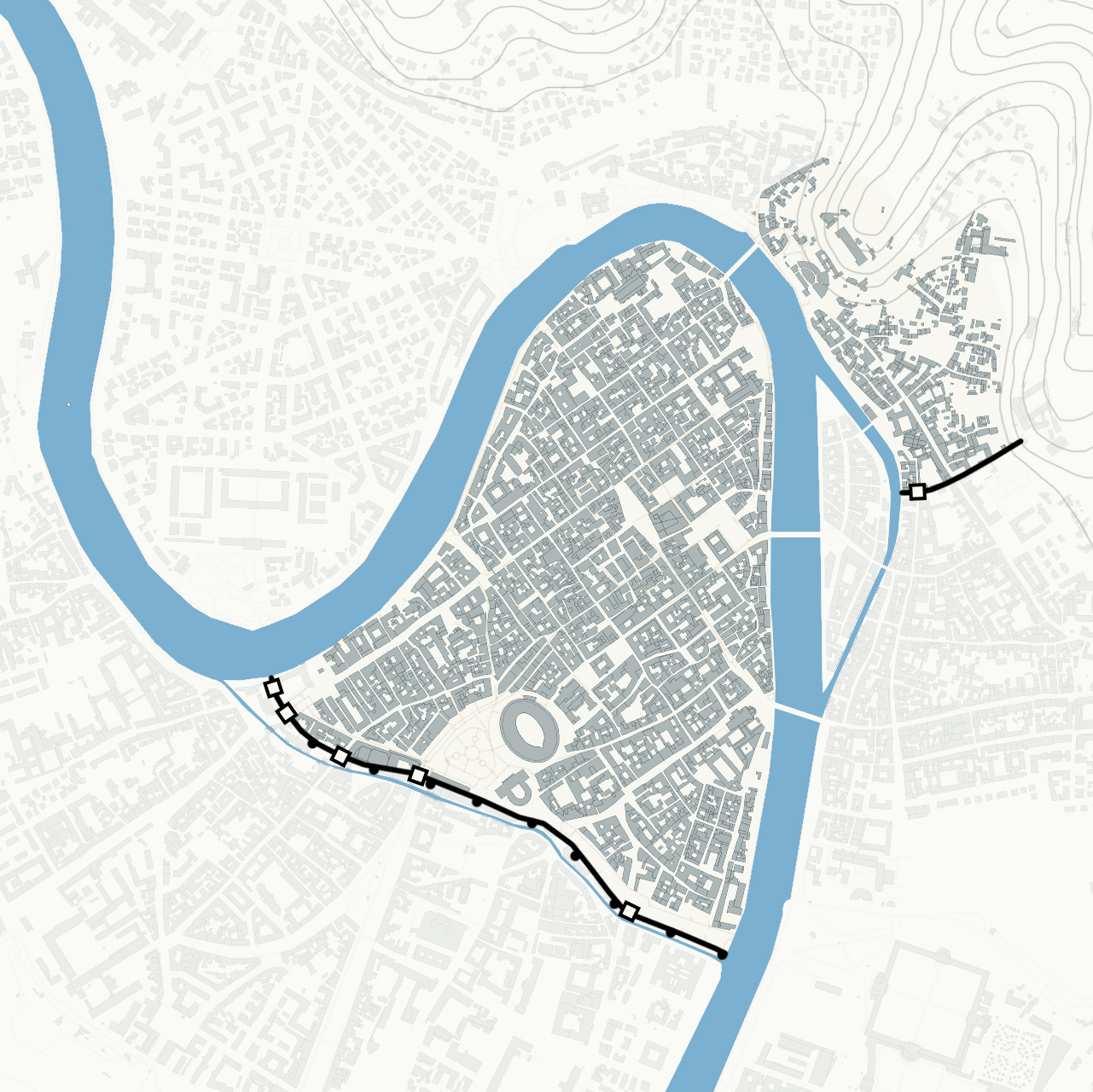
Oorsprong: zuidgrens van de middeleeuwse stad; in blauw de rivier Adige.

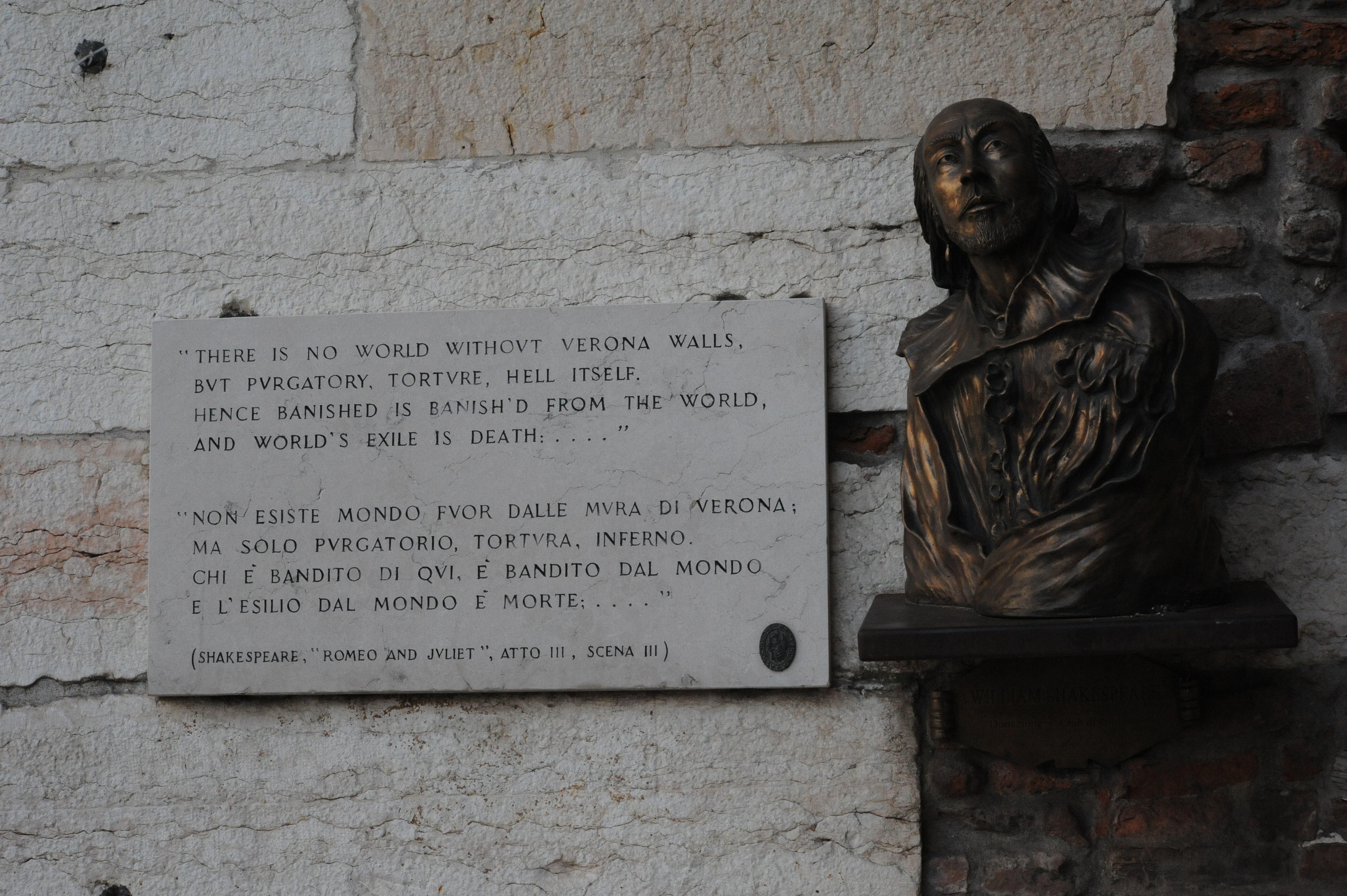
Buste William Shakespeare met citaat uit Romeo en Julia

De Portoni (meervoud) della Bra zijn een doorgang (begin 16e eeuw) door de middeleeuwse stadsmuur in Verona, een stad in de Noord-Italiaanse regio Veneto. 
Het bestaat uit een doorgang met twee bogen. Oorspronkelijk was het meest oostelijke deel een overspanning over een gracht van een fort, dat later het Palazzo della Grand Guardia werd. Aan de oostzijde worden de Portoni della Bra geflankeerd door een vijfhoekige verdedigingstoren, genoemd Terra Pentagone. De westelijke boog heeft altijd een weg overspannen. De Portoni della Bra overspannen de straat Corso Porta Nuova en bevinden zich ten zuiden van de Piazza Bra.

## Naam
Portoni zijn toegangsdeuren of -poorten. Bra verwijst naar de Piazza Bra, in de middeleeuwen Piazza Braida. De Longobarden gaven het de naam ‘braida’ of ‘brede’ plein.

## Historiek
Tijdens de middeleeuwen stond op deze plek een kleine stadspoort, die sloot. De poort maakte deel uit van de ringmuur die een bocht van de rivier Adige afsloot ten zuiden. Zo was de middeleeuwse (kleine) stad rondom verdedigbaar. De middeleeuwse ringmuur begon in het westen, aan de Adige, aan het Castelvecchio en eindigde in het oosten, aan de Adige. Een klein riviertje, de Adigetto, liep aan de buitenzijde van de ringmuur; deze bestaat niet meer.
Onder het bestuur van de Venetianen verdween de stadspoort op deze plek en verrezen de Portoni della Bra. Het liet vlot verkeer toe tussen de grote Piazza Bra en de buitenwijk van de reeds uitgebreide stad. Bovenop de Portoni della Bra konden soldaten snel van het Castelvecchio naar het centrum rennen. Er bevinden zich kantelen aan de bovenzijde. De Portoni della Bra zijn van baksteen gemaakt; de onderste helft is afgewerkt met marmer.
In 1812, tijdens de Franse Tijd in Verona, zat het stadsbestuur met een klok uit de tijd van het Huis della Scala uit de middeleeuwen. De klok was uit de Gardellotoren gehaald. Het plan was om de klok op de Portoni della Bra te hangen. Door de komst van de Oostenrijkers, onder het koninkrijk Lombardije-Venetië, werden de werken niet uitgevoerd. De oude klok verhuisde naar een museum. Na de eenmaking van Italië schonk graaf Antonio Nogarola een nieuwe klok, die geïnstalleerd werd midden op de Portoni della Bra (1872).
Eind 20e eeuw installeerde het stadsbestuur een buste van William Shakespeare op de Portoni della Bra. Hiermee huldigden de Veronezen het feit dat Shakespeare lovend sprak over de stadsmuren van Verona. Het gaat om scene III in het derde bedrijf van Romeo en Julia. Deze passage werd in marmer naast de buste opgehangen.